# Sayed Hashim Isa
Hashim Sayed Isa Hasan Radhi Hashim là một cầu thủ bóng đá người Bahrain hiện tại thi đấu cho câu lạc bộ tại Giải bóng đá ngoại hạng Bahrain Malkiya ở vị trí tiền đạo.
Vào ngày 12 tháng 2 năm 2018, Hashim ghi 2 bàn thắng trước Al-Suwaiq trong màn ra mắt ở Cúp AFC.